# بيات شرام
بيات شرام (بالإنجليزية: Beate Schramm)‏‏ (21 يونيو 1966 في لايزنيغ - ) مجدفة من ألمانيا.

## الجوائز
- وسام الاستحقاق الوطني الذهبي

## روابط خارجية
- بيات شرام على موقع الاتحاد الدولي للتجديف (الإنجليزية)
- بيات شرام على موقع اللجنة الأولمبية الدولية (الإنجليزية)
- بيات شرام على موقع أوليمبيديا (الإنجليزية)